# Changement climatique en France
Pour un article plus général, voir Changement climatique.
Le changement climatique en France est l'impact du réchauffement climatique mondial sur le territoire français (métropole et territoires ultramarins), un phénomène global de transformation du climat en cours depuis la révolution industrielle, caractérisé par une augmentation générale des températures moyennes, et qui modifie durablement les équilibres météorologiques et les écosystèmes. Les changements climatiques en cours et à venir sont sans précédent depuis des milliers d’années.

Écart à la normale climatique 1961-1990 de la température moyenne en France métropolitaine sur la période 1900-2022.

En France métropolitaine, de 1900 à nos jours, les températures moyennes ont augmenté d’environ 1,7 °C, une valeur plus forte que celle observée en moyenne mondiale (+ 1,2 °C). Ce réchauffement a connu un rythme variable, avec une augmentation particulièrement marquée depuis la fin du XXe siècle. La température moyenne de la France métropolitaine est en 2022 de 14,5 °C, la plus élevée jamais enregistrée. Elle est supérieure de 1,66 °C par rapport aux températures mesurées entre 1900 et 1930. 1,63 °C serait à attribuer uniquement à l’activité humaine. L’analyse de données de températures plus précises entre 2010 et 2019, montre que sur cette courte période, la France se réchauffe de 0,1 °C tous les 3 ans. Les projections climatiques produites par Météo-France en 2021 prévoient une hausse des températures de 2,2 degrés en France en 2100 sur la base du scénario intermédiaire RCP 4-5 du sixième rapport d'évaluation du GIEC. Cependant, selon une étude publiée en octobre 2022 par plusieurs institutions scientifiques, dont le Centre national de la recherche scientifique (CNRS) et Météo-France, l’élévation de température en France pourrait atteindre 3,8 degrés en 2100 sur la base de ce scénario, à savoir jusqu'à 50 % plus intense au cours du siècle que ce que montraient les précédentes estimations.
Les impacts de ce réchauffement sont d'ores et déjà visibles et vont s'accentuer, qu'ils soient environnementaux (érosion du littoral et inondations, recul des glaciers, migration ou disparition d'espèces, augmentations des espèces invasives, adaptation, migration ou disparition d'espèces marines ou de mangroves), sociétaux (modèle agricole fortement menacé, îlots de chaleurs dans certaines villes), sanitaires (alimentation en eau potable, nouveaux risques comme le chikungunya ou la dengue) ou économiques (reconversion de certaines stations de sports d'hiver).
Pour respecter les deux objectifs de l'accord de Paris sur le climat (réchauffement bien en dessous de 2 °C et de préférence limité à 1,5 °C), une réduction forte et immédiate des émissions de CO2 est indispensable, jusqu'à atteindre la neutralité carbone, seule à même de stopper le réchauffement. Diminuer les émissions des autres gaz à effet de serre, en particulier le méthane, est également pertinent. Pour répondre à cet objectif, la France, à travers sa politique climatique, déploie différentes stratégies d'atténuation et d'adaptation), avec des objectifs spécifiques comme la réduction des émissions de gaz à effet de serre de 50 % entre 1990 et 2030 (20 % en 2019) ou la réduction de la consommation énergétique finale de 50 % en 2050 par rapport à la référence 2012 en visant un objectif intermédiaire de 20 % en 2030.

## Constats du réchauffement climatique

### Hausse des températures

#### Dans le monde

Reconstruction de la température de la surface du globe au cours des 2000 dernières années à l'aide de données indirectes provenant des cernes des arbres, des coraux et des carottes de glace, en bleu. Les données d'observation directe sont en rouge.

Les chiffres sont incontestables : la température moyenne à la surface du globe a augmenté d'environ 1,2 degré au cours de la période 1880-2020, dont plus de la moitié depuis les années 1970. Au rang des constats alarmants, les trois décennies 1970, 1980 et 1990 ont été plus chaudes que toutes les précédentes depuis 1850, chacune présentant des températures moyennes dépassant les précédentes. Dans le même registre, le nombre moyen de journées et de nuits froides a diminué, à l'inverse du nombre moyen de journées et de nuits chaudes qui, lui, a augmenté, tout comme la fréquence des vagues de chaleur en Europe, en Asie ou encore en Australie. De fait, les années 1991 à 2020 constituent la période de trente ans la plus chaude qu’ait connue l’hémisphère Nord depuis au moins 2 000 ans.

#### En France
En France métropolitaine, 2022 a été l'année la plus chaude jamais enregistrée depuis le début des mesures en 1900, la température annuelle moyennée sur le pays a atteint en effet 14.5 °C soit 1.6 °C de plus que la normale climatique 1991-2020 détrônant 2020 (+1.1 °C avec 14.1 °C),. Le réchauffement observé en France hexagonale est de 2,2 °C sur la période 2015-2024, par rapport à l'époque préindustrielle, dont environ 1,9 °C imputable aux activités humaines. Le réchauffement est légèrement plus marqué sur le Sud que sur le Nord du pays. La température a davantage augmenté en fin de nuit (température minimale) que le jour (température maximale). Les 10 années les plus chaudes du siècle sont toutes postérieures à 1988.
Selon Météo-France, l'année 2023 est la deuxième année la plus chaude mesurée en France métropolitaine depuis 1900 avec une température moyenne de 14,2 °C. La saison de l'automne 2023 est quant à elle « la plus chaude » enregistrée en France depuis 1900.

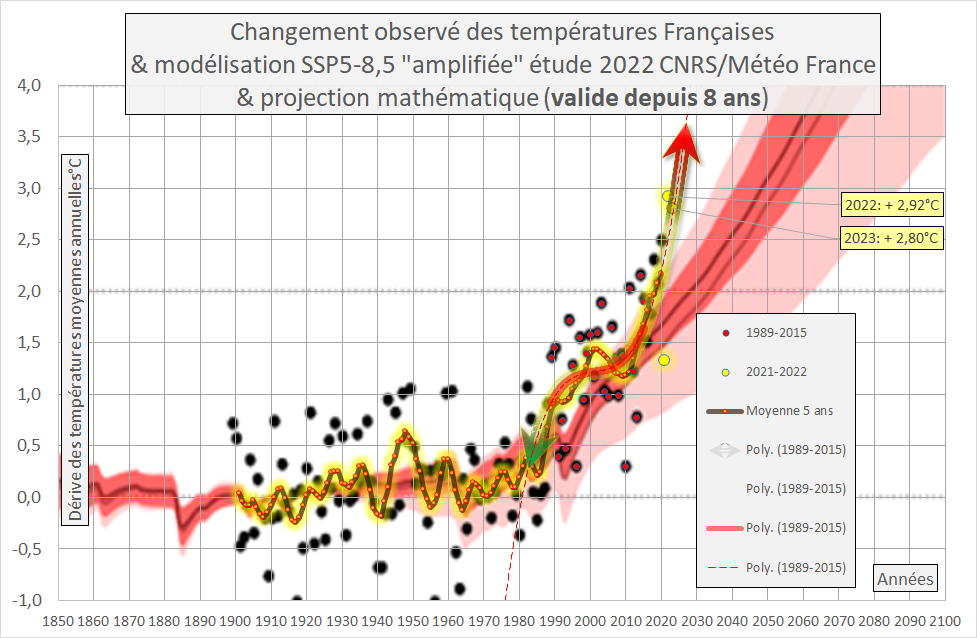
Relevé de températures moyennes nationales sur fond de scénario RCP 5.5-8.5 réactualisé et tendance post fracture VPD.

Au delà du niveau de réchauffement des deux dernières années, une tendance robuste semble ancrée depuis 8 années maintenant (2022 et 2023 auraient été prévisibles). Malheureusement, cette tendance parait bien au delà des pires scénarios envisagés, y compris après leur réactualisation en 2022 par l'étude qui a donné la nouvelle météo d'Evelyne Délhiat. Un première rupture avait eu lieu dans les années 1985-1990 qui correspond à la fracture VPD (Vapor Demand Déficit = asséchement du climat). Cette fois, la France parait être dans une situation assez spécifique où le réchauffement serait lié à des problématiques d'humidité des sols, comme le suggère cet article.
Sur la décennie 2015-2024, le nombre de jours de vague de chaleur a été décuplé en France hexagonale par rapport à la période 1961-1990. À l'inverse, il y a désormais moins d'un jour de vague de froid par an contre six sur la période 1961-1990.

### Montée du niveau des mers

Évolution du niveau moyen des mers du globe de 1993 à 2021 (en cm).

Les principaux facteurs d'élévation du niveau de la mer sont la dilatation thermique et la fonte de réservoirs terrestres de glace (glaciers, calottes polaires). En plus de faire fondre la glace, l’élévation de la température de l'air se propage à la surface de l’eau. Or, au-dessus de 4 °C, l’eau se dilate avec l’augmentation de la température. Cette dilatation touche d’abord la couche océanique des mille premiers mètres et est la cause principale de l’élévation du niveau de la mer.
Le niveau moyen d'augmentation du niveau des mers est d’environ 23 cm entre 1880 et 2021 et de 10 cm entre 1993 et 2021. Il est passé de 1,3 mm par an entre 1901 et 1971, à 1,9 mm par an entre 1971 et 2006, puis à 3,8 mm par an entre 2006 et 2020. Ces données moyennes cachent des hausses du niveau marin différentes selon le lieu en fonction de l’effet des vagues et des marées, des mouvements verticaux du socle rocheux, de la nature géologique du terrain et l’affaissement du sol lié au pompage d’eaux souterraines.
Des cartes interactives permettant d’évaluer localement l’impact de l’élévation de la mer sur le littoral en 2040 ont été publiées en 2019 sur le site du programme Climate Central a diffusé. Concernant la France, les risques seraient notamment importants le long du littoral Atlantique, ainsi que le long du Pas-de-Calais, de la Somme et du Nord. Les côtes de la mer Méditerranée subiraient une élévation des eaux. Le BRGM a également mis en ligne une carte permettant de visualiser les zones exposées à une montée des eaux en France métropolitaine, avec une précision au niveau communal.

### Effet de serre
L'effet de serre est un processus naturel résultant de l’influence de l'atmosphère sur les différents flux thermiques contribuant aux températures au sol d'une planète. Les principaux gaz à effet de serre (GES) naturels sont : la vapeur d'eau (H2O), le dioxyde de carbone (CO2), le méthane (CH4), le protoxyde d'azote (N2O) et l’ozone (O3). Ces GES existaient avant l’apparition de l'homme sur la Terre mais leur concentration a été profondément modifiée par les activités humaines (sauf H2O). Par ailleurs, elles ont aussi créé des gaz de synthèse qui participent à l'effet de serre. Au rang de ces derniers, on trouve principalement des dérivés d'hydrocarbures : hydrochlorofluorocarbures (HCFC), chlorofluorocarbures (CFC), perfluorocarbures (PFC), tétrafluorométhane (CF4) et hexafluorure de soufre (CF6). Les activités humaines au sens large ont donc conduit à une augmentation de la concentration atmosphérique de nombreux gaz conduisant à un renforcement de l'effet de serre. Un phénomène parfaitement naturel est donc renforcé par l'homme, ce qui conduit à une augmentation des températures,.
L'occupation des sols pourra également jouer sur l'effet de serre. On pourra parler de sur effet de serre par effet de sol. En effet, le sol émet d'autant plus de rayonnement qu'il est chaud. Ce rayonnement est alors intercepté et retourné de façon proportionnelle par les gas à effet de serre. (L'effet de serre qui dépend des gas est aussi proportionnel à la température de la surface au sol.) Des calculs complexes sont nécessaire pour déterminer l'impact de l'utilisation de l'énergie par l'homme lorsqu'il modifie une surface, mais le logiciel de climatologie MODTRAN Demo permet de le faire rapidement en comparant deux simulations.

#### Évolution globale des gaz à effet de serre en France métropolitaine depuis 1900
Dans le cadre de la mission qui lui est confiée par le  Ministère de la Transition écologique et solidaire, le CITEPA assure la réalisation des inventaires nationaux d'émissions de polluants atmosphériques et de gaz à effet de serre conformément aux engagements internationaux de la France, notamment vis-à-vis de l'Union européenne (UE) et des Nations unies (CEE-NU). Il produit en particulier annuellement un rapport présentant l’évolution des GES en France depuis 1990. Par ailleurs les travaux du Global Carbon Project ont permis de compléter ces données pour la période antérieure à 1990, jusqu’à 1800 environ.
En 1800, les émissions sont estimées à environ 2 Mt CO2e/an. Elles augmentent jusqu’à environ 20 Mt CO2e/an en 1850 pour ensuite atteindre rapidement 100 Mt à la fin du XIXe siècle. Entre 1900 et 1950, si l’on omet les deux guerres mondiales, la hausse des émissions reste modérée, passant d’environ 100 Mt CO2e/an à environ 200 Mt CO2e/an. Des années 1950 jusqu’aux années 1970, une hausse beaucoup plus rapide a eu lieu, passant de 200 Mt CO2e/an à plus de 500 Mt CO2e/an. Le pic est atteint en 1973 avec 539 Mt CO2e/an, en lien avec le premier choc pétrolier. Il est suivi par une période de rebond jusqu'au deuxième choc pétrolier de 1979 (539 Mt CO2e/an). Dans les années 1980, les émissions baissent rapidement (-3 % par an), principalement par des réductions d’émissions dans le secteur Energie (mise en place du parc nucléaire) et Industrie (économies d’énergie, réglementations), malgré des émissions des transports et de l’agriculture à la hausse. Dans les années 1990 et le début des années 2000, les émissions des secteurs de l’énergie, de l’industrie et du résidentiel-tertiaire étant plutôt stables, et les émissions du transport et de l’agriculture à la hausse, les émissions totales ont connu une légère hausse (+1% par an dans les années 1990), jusqu’à atteindre, en 2005, un niveau similaire à 1991 (425 Mt CO2e en métropole et outre-mer UE). Depuis 2005, les émissions ont alterné entre des périodes de baisse rapide (-3 % par an de 2006 à 2009, -6 % en 2011, -9 % en 2014, -4 % en 2018) et des périodes de lente hausse (+2 % en 2010, +1 % en 2012-2013 et en 2015-2017).

Évolution des gaz à effet de serre en France métropolitaine depuis 1900.

#### Évolution 1990-2022 par secteur
Depuis 1998, les transports constituent le premier poste contributeur aux émissions nationales de GES. En 2021, les émissions des transports s’élèvent à 127,6 Mt CO2 éq, soit 31 % du total national (32 % estimés en 2022). 
En 2020, la combinaison de la crise du Covid-19 et d’un hiver peu rigoureux contribuent à une très forte réduction des émissions de GES, -9,0% par rapport à 2019 au total tous secteurs confondus, et -15,5% pour les transports, ce secteur contribuant ainsi à plus de la moitié de la baisse totale. Les secteurs de la production d’énergie et des bâtiments, favorisés par les températures clémentes, avaient vu leurs émissions baisser de respectivement 10,8 % et 6,2 %. Ainsi, au total, en 2020, le niveau d’émissions en France atteint 392,3 Mt CO2e, hors puits de carbone.
En 2021, la France (Métropole et Outre-mer inclus dans l'UE) a émis 414,8 Mt CO2e, hors puits de carbone, ce qui reste inférieur au niveau d’avant crise sanitaire (431,1 Mt CO2e en 2019), mais supérieur à 2020 (392,3 Mt CO2e) dont le faible niveau était lié à la crise sanitaire mondiale de la Covid-19. Ce rebond est particulièrement marqué pour les transports (+12,4 %) et pour l’industrie (+8,2 %). Entre 1990 et 2021, les émissions annuelles de gaz à effet de serre en France (Métropole et Outre-mer inclus dans l’UE ; hors secteur UTCATF) sont passées de 544 Mt CO2e en 1990 à 415 Mt CO2e en 2021, soit une baisse de 24 %.
En 2022, d’après les pré-estimations, les émissions de GES ont repris leur trajectoire à la baisse (-2,7%) après le rebond observé en 2021. Néanmoins, cette tendance globale résulte d’évolutions variables selon les secteurs. Le niveau pré-estimé sur l’année 2022, hors puits de carbone, s’élève à 403,8 Mt CO2e. Cette baisse est surtout imputable au secteur des bâtiments (-14,7%) avec une baisse de consommation de fossiles pour le chauffage ; mais aussi au secteur de l’industrie manufacturière (-6,4%). Les émissions de l’industrie de l’énergie ont en revanche augmenté en 2022 (+4,9%) dans un contexte d’indisponibilité de centrales nucléaires et de crise énergétique ; de même que les émissions du transport (+2,3%) qui poursuivent leur rebond.

Évolution par secteur des gaz à effet de serre en France entre 1990 et 2022.

| Secteur     | 2015  | 2016  | 2017  | 2018  | 2019  | 2020  | 2021  | 2022  |
| ----------- | ----- | ----- | ----- | ----- | ----- | ----- | ----- | ----- |
| Agriculture | 83,1  | 81,7  | 81,3  | 80,4  | 78,6  | 78,2  | 76,5  | 76,5  |
| Transports  | 137,9 | 138,1 | 138,3 | 135,3 | 134,4 | 113,5 | 127,6 | 130,5 |
| Bâtiments   | 84,8  | 84,8  | 84,1  | 79    | 76    | 71,3  | 75,1  | 64    |
| Energie     | 50    | 53,5  | 57,3  | 48    | 46,2  | 41,3  | 42,5  | 44,6  |
| Industrie   | 83,7  | 83,2  | 82,9  | 82,8  | 79,8  | 72    | 78    | 73    |
| Déchets     | 15    | 15    | 15,1  | 14,8  | 16    | 15,9  | 15,2  | 15,2  |
| Total       | 454,5 | 456,4 | 458,9 | 440,4 | 431,1 | 392,3 | 414,8 | 403,8 |

## Impacts environnementaux

### Érosion côtière et événements extrêmes

#### Érosion du trait de côte
L'élévation du niveau de la mer accentue la pression physique sur le trait de côte. Conjuguée aux tempêtes, cela provoque une érosion variable selon la nature géologique de la côte. Les estuaires et les deltas, les marais côtiers, les plages et les falaises de roche tendre sont particulièrement exposés. L'érosion touche plus de 27 % des côtes en France métropolitaine et en Corse : d'abord les plages (dans 41 % des cas selon les scientifiques du Bureau de recherches géologiques et minières), puis les côtes rocheuses (23 %) et les littoraux vaseux (12 %). La part du littoral naturel en recul est très variable sur le littoral métropolitain. Elle est faible (inférieure à 10 %) en Corse et en Ille-et-Vilaine, mais très forte (supérieure à 70 %) dans le Pas-de-Calais, le Calvados et le Gard. En Aquitaine, sur le littoral sableux, les zones en recul représentaient 51 % du linéaire côtier pour la période 1825-1966, et 70 % du linéaire entre 1966 et 1988. 
Les reculs les plus importants, constatés grâce aux relevés de 1825, peuvent atteindre 100 à 150 mètres en un peu plus de 150 ans ! Par exemple, sous la violence des huit tempêtes de l’hiver 2013-2014, la côte aquitaine a subi des reculs variant de 5 à 20 mètres, au lieu des 1 à 3 mètres habituels en moyenne sur la planète. Le retrait a même atteint 40 mètres à Soulac-sur-Mer, obligeant à évacuer un immeuble menacé d’effondrement. La côte rocheuse basque ajoute à l’érosion marine les problèmes géologiques de ses falaises constituées de roches friables, altérées et fragilisées par les infiltrations d’eau - ce phénomène étant aggravé par l’urbanisation importante. Certes, les vagues ramènent aussi du sable sur certaines plages et des sédiments dans certains estuaires et littoraux vaseux mais, au niveau mondial, 70 % des plages seraient en phase d’érosion, contre seulement 10 % en accrétion. L’érosion de la côte induit trois types de risques : la perte de terrains souvent anthropisés ; la fragilisation des défenses naturelles (cordons dunaires) ou artificielles (jetées et digues), pouvant entraîner une rupture et une submersion marine irrégulière ou permanente ; la dégradation des écosystèmes marins et côtiers. Ce n’est pas sans conséquence sur la dynamique de développement de ces territoires,.
864 communes sont « plus particulièrement vulnérables » à l'érosion du littoral et aux submersions marines, phénomènes d'inondation temporaire des zones côtières par la mer, notamment lors des tempêtes, qui vont augmenter avec la hausse du niveau de la mer. Parmi celles-ci, 126 ont été définies comme prioritaires dans un décret du 29 avril 2022 et devront réaliser des cartes du risque de recul du littoral à 30 ans et à 100 ans, et intégrer de nouvelles dispositions dans les documents d'urbanisme. Cette liste sera actualisée tous les 9 ans,,,.
Par ailleurs en 2015 a été défini un indicateur national de l'érosion côtière, qualifiant la mobilité passée du trait de côte en France. Il est produit dans le cadre de la Stratégie nationale de gestion intégrée du trait de côte et représente l'évolution de la position du trait de côte sur le littoral français sur une durée d'au moins 50 ans. Les données concernent la métropole et les cinq départements d'outre-mer (Guadeloupe, Martinique, Guyane, Mayotte et La Réunion),.

#### Impacts en montagne
Les Alpes françaises et Pyrénées françaises ont connu au cours du XXe siècle une augmentation moyenne des températures de 2 °C, plus importante donc que le reste du pays, pour lequel l'augmentation moyenne des températures est de 1,4 °C. Dans le monde, les zones qui se réchauffent le plus rapidement sont les régions arctiques, suivies par les montagnes.
L'un des témoins de ce changement est le recul des glaciers depuis 1850, en accélération depuis les années 1980. Quel que soit le scénario d'avenir étudié, selon les experts, la disparition de la grande majorité des glaciers français va advenir. Du fait de ce recul et de cette fonte, d'autres évènements ont lieu : effondrements de parties de glaciers, chutes de séracs, création de poches d'eau liées à la fonte de glaciers, éboulements de moraines déstabilisées… D'autre part, le pergélisol (ou « permafrost ») est lui aussi impacté par le réchauffement, ce qui peut engendrer l'effondrement de roches autrement soudées par le gel, des éboulements ou glissements de terrain. Les laves torrentielles sont également plus nombreuses. D'autres risques naturels présents en montagne arrivent plus fréquemment : des sécheresses, des crues ou inondations, des avalanches ou l'érosion des sols, par exemple. La fonte des glaciers a également des conséquences sur la ressource en eau au fil du temps, puisqu'ils forment un stock d'eau solide (qui, en fondant, va alimenter les terrains et torrents situés en aval) tant qu'ils existent.
La basse montagne et la moyenne montagne connaissent un enneigement qui a diminué en un demi-siècle, même si de fortes variations annuelles persistent. Selon des études scientifiques de Météo-France, si la planète atteint la neutralité carbone à l'horizon 2050, cela pourrait se stabiliser, mais si les concentrations de gaz à effet de serre demeurent importantes, la moyenne montagne serait presque dépourvue d'enneigement en 2100. Les prévisions en termes de tendances font apparaître également des modifications dans les précipitations et leur répartition au fil des saisons (tendances avec davantage de pluies hivernales, une fonte des neiges plus précoce au printemps, moins de pluies estivales). 
Au niveau des sols et des plantes, l'augmentation des températures entraîne davantage d'évaporation des terres mais aussi de transpiration de la part des plantes en place : ceci engendre plus d'assèchement des sols et de sécheresses qu'auparavant. Cela a aussi un impact sur les forêts, qui sont fragilisées au niveau des sols et des arbres, et craignent davantage les feux. Les étages montagnards se trouvent affectés avec une migration d'espèces (bien que lente) qui montent en altitude en lien avec l'élévation des températures (déplacement vers une altitude supérieure de 150 mètres pour une température moyenne haussée de 1 °C). De plus, les vitesses auxquelles les plantes grandissent, fleurissent, murissent (phénologie des plantes) évoluent, avec une plus grande précocité au printemps (après la fonte des neiges) et un développement plus rapide en relation avec l'augmentation des températures (le regel peut toutefois affecter certaines plantes, de même que des épisodes de sécheresse). La hausse des températures est également favorable à certaines espèces qui en parasitent d'autres et les fragilisent voire les tuent (par exemple, le scolyte qui attaque les épicéas et en condamne un grand nombre) ou à certaines maladies et à des ravageurs.
Les activités humaines subissent aussi des conséquences et auront besoin de s'adapter. Les usages sur les territoires et le tourisme ont besoin de s'adapter, avec notamment de nouvelles activités et répartitions de celles-ci au fil des saisons pour ce dernier. Les effets sur l'enneigement (durée, hauteur, notamment) ont ou auront des impacts sur les stations de sports d'hiver. En ce qui concerne l'agriculture de montagne, très marquée par l'agropastoralisme, elle aussi connaît des besoins d'adaptation, avec des points d'eau qui sont parfois asséchés ou des prairies moins fournies à certaines époques de l'année.

#### Amplification des événements extrêmes
En France, l’effet du changement climatique sur les inondations n’est pas encore perceptible statistiquement. L’aggravation des dégâts des inondations observée depuis quelques décennies a pour principale cause l’action de l’homme. L'augmentation de l’intensité des précipitations augmentera toutefois les phénomènes d’inondation et doncles dégâts en zones vulnérables.
Le cinquième rapport annuel du Haut Conseil pour le climat (HCC) publié en juin 2023 inventorie les dégâts causés par le réchauffement climatique lors de l'été 2022 : les trois quarts du pays ont été accablés par une sécheresse exceptionnelle des sols, les rendements agricoles ont chuté de 10 % à 30 %, la production d'hydroélectricité de 20 %, la facture « catastrophes naturelles » s'est élevée à près de 3 milliards d'euros pour les assureurs, 72 000 hectares de forêts sont partis en fumée, plus de 2 800 décès supplémentaires ont été enregistrés. Le HCC prévient que l'été 2022 risque fort de devenir un été banal en 2040, et estime que la France n'est pas prête à y faire face, malgré des progrès notables : mise en place du Secrétariat général à la planification écologique, cadre de référence annoncé par le gouvernement pour l'adaptation au changement climatique selon une trajectoire à +4 °C, etc. Mais les émissions n'ont encore reculé que de 2,7 % par rapport à 2021, alors qu'il faudrait doubler ce rythme.
En 2025, le HCC note que les conditions propices aux feux de végétation concernent une surface 2,5 fois plus grande depuis 1960 tandis que la superficie affectée par une sécheresse des sols a augmenté de 50 %. Le cycle de l'eau s'intensifie et se fait plus variable : les pluies extrêmes des épisodes méditerranéens sont 12 % plus intenses depuis 1961.

### Biodiversité terrestre

#### Problématique générale
Le changement climatique n’est pas la cause principale de l'érosion rapide de la biodiversité, mais ses impacts accentuent les contraintes anthropiques que subissent déjà les espèces et leurs habitats. Sous l’effet des canicules, des sécheresses plus longues et intenses et des températures en hausse, les milieux aquatiques vont être durement touchés, notamment les espèces les moins adaptées au déficit d'oxygène induit par l’augmentation des températures. Cette dernière modifie la phénologie des espèces, c’est-à-dire que les variations climatiques influencent certains des phénomènes périodiques de la vie des plantes ou des animaux. Chez les végétaux, les dates de débourrement et de floraison sont plus précoces, la saison de végétation est donc plus longue. Chez les insectes ou les oiseaux, les éclosions sont plus avancées et les dates de migration s’en trouvent décalées, provoquant une désynchronisation problématique pour les espèces interdépendantes. À cela s'ajoutent les pressions anthropiques subies par les écosystèmes. Tout cela érode les capacités d’adaptation des espèces, qui reposent sur la diversité génétique et l’intensité des flux de gènes, deux facteurs atteints par la fragmentation des habitats. On s'attend donc à une baisse du taux de natalité et une surmortalité des individus,.

#### Migration ou disparition d’espèces en France
La France fait partie des dix pays qui hébergent le plus grand nombre d'espèces menacées. En 2017, l'Observatoire national de la biodiversité présentait les conclusions suivantes, corroborées notamment par les études du Muséum national d'histoire naturelle et du Centre national de la recherche scientifique (CNRS) :
- 22 % des oiseaux communs spécialistes (d'un habitat) ont disparu de métropole entre 1989 et 2017 (-33% dans les milieux agricoles, -30 % dans les milieux bâtis et -3 % dans les milieux forestiers) ;
- 38 % des chauves-souris ont disparu en métropole entre 2006 et 2016 ;
- 29 % des sites suivis en outre-mer montrent une perte de surface de coraux vivants.

Les aires de répartition de nombreuses espèces ont déjà changé. C’est le cas pour près de 500 espèces d’oiseaux. Des espèces plutôt méditerranéennes ont déjà migré : le héron garde-bœufs niche désormais en 2020 en Picardie et le guêpier d'Europe a atteint la frontière belge. On constate en plaine une remontée vers le Nord et en montagne une montée en altitude chez différents taxons (insectes, végétaux, certaines espèces d’oiseaux).
Concernant les poissons d'eau douce, le changement climatique a un impact sur les périodes de migrations. L’analyse des données françaises montrent que les aloses, la lamproie marine, l'anguille, le saumon et la truite remontent les cours d’eau quelques jours plus tôt à chaque décennie,. Selon un état des lieux établi par l'IUCN, une espèce sur cinq est menacée en France, en raison du réchauffement et des activités humaines. Sur les 80 espèces étudiées, six ont disparu (dont trois qui n'existaient que sur le territoire métropolitain), quatre sont en danger critique d'extinction, six en danger et cinq jugées vulnérables. Certains types d'esturgeons, d'anguilles, de loches, de brochets font partie des 15 espèces de poissons d'eau douce menacées d'extinction. Les espèces présentent des réponses différentes au changement climatique. Selon une étude réalisée au laboratoire évolution et diversité biologique de Toulouse, trois espèces (la truite, le chabot et la lamproie de Planer) répondent globalement négativement puisque la probabilité de présence de ces espèces devrait diminuer dans plus de 75 % des sites. Cette tendance n’est pas surprenante puisque le chabot et la truite sont sensibles à la température et ne supportent que des températures fraîches. À l’opposé, sept espèces comprenant le blageon, le chevesne, le barbeau ou encore l'anguille, présentent une réponse globalement positive avec une augmentation de 25,6 % de leur probabilité de présence en moyenne sur l’ensemble des sites.
En ce qui concerne les insectes, on s'aperçoit qu'ils changent leurs cycles de vie et leurs habitudes. On a vu en février 2020 des essaims de frelons asiatiques encore actifs, alors que normalement, les nids sont désertés dès le mois de décembre ou janvier).
À l'avenir, les espèces qui ne se seront pas adaptées aux nouvelles conditions environnementales vont migrer ou s’éteindre. Ces migrations et extinctions appauvriront la biodiversité par endroits et l’enrichiront ailleurs, modifiant les abondances et les compositions des écosystèmes, perturbant la répartition des proies, des prédateurs et de leurs parasites dans les chaînes alimentaires. L’état actuel des connaissances ne permet pas encore de faire des projections précises de l’importance de ces changements.

#### Espèces invasives
Une étude du Programme mondial sur les espèces envahissantes (GISP) parle de « duo mortel » pour souligner les liens entre les espèces envahissantes et le changement climatique. Les Culicoides (moucherons vecteurs du virus de la fièvre catarrhale ovine se développant par des températures élevées), Miconia calvescens (une plante envahissante qui, associée à de fortes pluies, accroît le risque de glissements de terrain), et le champignon Batrachochytrium dendrobatidis (dont on pense qu’il a contribué à une extinction massive d’amphibiens tropicaux) représentent quelques exemples de la propagation d’espèces envahissantes liée au changement climatique. Une espèce n’est pas invasive par définition, mais dans un écosystème donné. En modifiant l’aire de répartition de beaucoup d’entre elles, le changement climatique rebat les cartes de la nature : les espèces migrantes devenues « potentiellement » invasives vont se retrouver en contact avec de parfaites inconnues endogènes.

### Biodiversité marine
La France, grâce à ses territoires d'outre-mer, éparpillés dans tous les océans de la planète, possède la plus grande zone économique exclusive du monde, à savoir le plus grand espace maritime de souveraineté nationale, d'une superficie de 10,2 millions de km2.

#### Adaptation, migration ou disparition des espèces marines
Les modifications de température, d’acidification et de teneur en oxygène des mers ont des effets sur le métabolisme des organismes marins, sur les cycles de vie des espèces, sur les relations entre les proies et les prédateurs et sur les habitats. Par exemple, au cours des cinquante dernières années, les manifestations biologiques du printemps - abondance maximale du phytoplancton et du zooplancton, reproduction et migration des invertébrés, des poissons et des oiseaux - sont devenues plus précoces, avec une progression moyenne de 4,4 jours par décennie. Certaines espèces s’adaptent, d’autres migrent vers de nouvelles zones de vie, d’autres encore disparaissent. En général, poissons et invertébrés marins réagissent au réchauffement de l’eau par des migrations vers de plus hautes latitudes ou des eaux plus profondes. Pour l’ensemble des groupes taxonomiques, avec une grande hétérogénéité, la vitesse moyenne de déplacement en direction des pôles atteint 72 kilomètres par décennie. Cela entraîne un accroissement du nombre d’espèces d’eau chaude dans la mer de Béring, la mer de Barents et la mer du Nord, donc une augmentation de la biodiversité localement. L’érosion générée par les événements climatiques extrêmes appauvrit les conditions de vie dans les habitats côtiers, tels les mangroves à l’acidification de l’eau, elle nuit aux organismes marins possédant un squelette ou une coque calcaire (phytoplancton, crustacés, mollusques).

#### Vulnérabilité des coraux

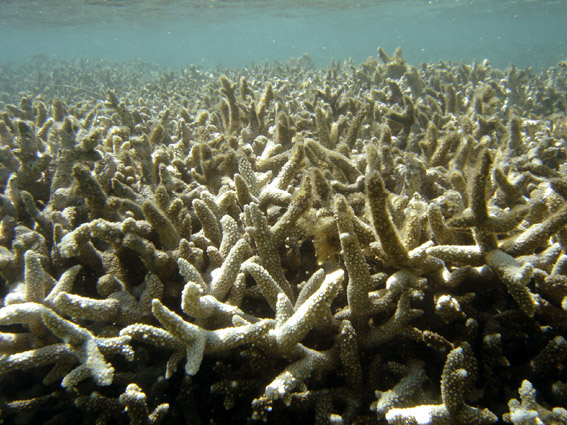
Le blanchissement des récifs coralliens (ici à La Réunion), dû à l’augmentation de la température de l’eau, qui pousse les coraux à expulser les algues photosynthétiques qui leur fournissent la nourriture indispensable à la vie,.

Les récifs coralliens recouvrent une faible surface des océans (0,08 à 0,16 %) mais abritent près d’un tiers des espèces marines connues. Ils sont très sensibles aux variations de température et à l’acidité de l'eau qui perturbent la formation de leur squelette et d’autres fonctions biologiques comme la reproduction. On estime qu’environ 14 % des récifs ont disparu entre 2009 et 2018, que 25 % sont en danger de nos jours et que 25 % supplémentaires seront menacés d’ici à 2050 si aucune action n’est menée pour les préserver,.
À l'occasion de la journée mondiale des océans 2021, l'Initiative française pour les récifs coralliens (IFRECOR) publie le bilan de l'état de santé des récifs coralliens français. Il apparaît que 70 % des récifs coralliens sont en bon état dans les territoires du Pacifique (Nouvelle-Calédonie, Polynésie française, Wallis et Futuna) et les Îles Éparses de l'Océan Indien. Dans les territoires plus densément peuplés et anthropisés des Antilles françaises (Guadeloupe, Martinique, Saint-Barthélemy, Saint-Martin) et de l'Océan Indien (Mayotte, La Réunion), 62 % des récifs coralliens sont en état dégradé.
Le blanchissement des coraux s'accélère, notamment à Moorea en Polynésie française lors des vagues de chaleur de 2017 et 2019, à cause du réchauffement climatique. D'autres îles sont concernées par le phénomène. Les chercheurs essayent donc de trouver des coraux capables de résister à la chaleur. Une lueur d'espoir est née avec la découverte en 2021 d'un immense récif corallien profond, découvert au large de Tahiti, résilient au changement climatique, alors même qu'en 2019 la température avait été mesurée en 2019 en hausse de 1°C jusqu'à 50 mètres de profondeur, où il faisait alors 30°C au lieu de 29°C,.

#### Disparition des mangroves
Liens entre la terre et la mer, les mangroves sont des forêts de palétuviers qui croissent en zone tropicale, dans les estrans soumis aux variations de marées, de courants, donc de flux sédimentaires. Elles forment un rempart naturel contre les tempêtes et les inondations, limitent l’érosion côtière, séquestrent le carbone et servent de zone tampon face aux cyclones et aux tsunamis. Même si la montée du niveau des océans n’est pas le facteur principal et direct de la disparition inquiétante des mangroves, elle contribue à les noyer et à fragiliser la très riche biodiversité qu’elles abritent. Les mangroves peuvent naturellement reculer dans les terres au fur et à mesure de la montée du niveau de la mer... à condition que celles-ci ne soient pas urbanisées.

## Impacts économiques et sanitaires
Ces modifications de l’environnement affectent les sociétés humaines et l’économie dans des domaines comme la santé (62 % de la population française est estimée exposée de façon forte aux risques climatiques), le tourisme (- 12 % d’enneigement en moyenne sur les massifs français par rapport à la moyenne 1981-2010) et l’agriculture (contribution à la stagnation des rendements de blé tendre après 35 ans de croissance).

### Agriculture et forêt
La croissance des végétaux dépend des températures, des nutriments contenus dans le sol et de la disponibilité en eau. Les rendements agricoles sont liés à l’alternance régulière des épisodes pluvieux et secs. Concrètement, les variations de température et de précipitations peuvent entraîner chez certaines plantes comme le riz et le blé une « stérilité pollinique », tandis qu’une extension de la couverture nuageuse et une augmentation locale trop brutale de la pluviométrie peuvent faire baisser les rendements. L’augmentation de la concentration en C02 dans l'atmosphère stimule la photosynthèse de nombreux végétaux, donc les rendements, mais cela vaut aussi pour les mauvaises herbes. Cependant, des études montrent qu’uii doublement du taux de C02 affecte différemment les rendements des grandes cultures (blé, maïs) selon les lieux de production.

#### Grandes cultures d'hiver
Les cultures d’hiver sont des cultures essentiellement semées à l’automne et marquées par des cycles de développement longs. Pour les cultures semées entre fin octobre et début novembre, le cycle de développement de ces cultures démarre pendant une période où la température est relativement basse et qui n’évoluera pas trop au cours du XXIe siècle, à l’exception du futur lointain (2070-2099). Dès lors, il est permis de penser que le changement climatique n’aura que peu d’effets sur ces cultures. Dans le cas du blé d'hiver, marqué par un cycle long d’environ 240 jours et qui est récolté en moyenne entre juin et juillet, la précocité inhérente au calendrier cultural sera de l’ordre de 10 jours d’ici à 2050 en France, ce qui peut être considéré comme négligeable. Pour les cultures semées en août et septembre, comme le colza d’hiver, les incidences seront plus notables. Sur cette période, l’évolution de la température sera plus importante que pour les cultures semées plus tardivement, notamment sous les scénarios RCP4.5 et RCP8.5. Par conséquent, la précocité des stades culturaux aura plus d’effets sur ces cultures.

#### Grandes cultures de printemps
Contrairement aux cultures d’hiver, les cultures de printemps ont des cycles de développement plus courts et sont semées plus tard sur le cycle hydrologique, au milieu du printemps. Dans le cas du maïs, utilisé comme référence pour décrire les cultures de printemps, la date de semis est située entre (le 15) avril et début mai pour un cycle de développement d’une durée de 150 jours, soit une date de récolte située aux mois de septembre ou octobre suivant selon qu’il est récolté en ensilage ou en grain. Le changement climatique induit plusieurs effets relativement antinomiques, notamment suivant la localisation : raccourcissement du cycle de développement cultural, arrivée plus précoce des stades culturaux au cours du XXIe siècle et extension de l'aire de culture pour des espèces comme le maïs à grains, le soja ou le tournesol sur des territoires sur lesquels elles n’étaient jusqu’ici que peu cultivés, comme le nord de la France. Si on peut considérer ceci comme un effet positif du changement climatique sur la productivité agricole en favorisant la diversité culturale, il faut grandement le contrebalancer avec la diminution de la quantité d’eau disponible pour les cultures sur la saison estivale, corrélée à l’anomalie négative du rendement des cultures de printemps dans le siècle à venir. Les cultures de printemps étant particulièrement vulnérables au stress hydrique seront de fait fortement impactées par le changement climatique.

#### Viticulture
Les dates des vendanges sont fortement liées à l'évolution des températures, et on peut observer une tendance significative de l'avance de ces dates, pour la plupart des types de vignobles.

Évolution des dates des vendanges en France entre 1892 et 2014.

#### Forêt
Avec près d’un tiers du territoire métropolitain couvert par des bois et forêts, la France est le quatrième pays européen en termes de boisement derrière la Suède, la Finlande et l'Espagne. Elle abrite une forêt riche et diversifiée en essences (feuillus, résineux), en types de peuplement (pur ou mélangé) et en structures (futaie régulière ou irrégulière, taillis) qui participent à l’équilibre de cet écosystème. Par ailleurs les forêts de Guadeloupe, Guyane, Martinique, Mayotte et La Réunion représentent plus de 8,2 millions d'hectares, soit plus d'un tiers de la forêt française. La Guyane à elle seule est boisée à 99 %, avec près de 8 millions d’hectares de forêt. Mais quels que soient les scénarios de hausse des températures, le Groupe d'experts intergouvernemental sur l'évolution du climat (GIEC) prévoit une vulnérabilité généralisée des forêts – tout en insistant sur leur rôle capital pour la capture du CO2. Les résultats de l'inventaire forestier national, basés sur les cinq campagnes de terrain menées de 2017 à 2021 en France métropolitaine, montrent notamment une mortalité des arbres en constante augmentation, avec un accroissement de 54 % sur les années 2010, une surface forestière qui continue de progresser (17,1 millions dhectares en 2021, soit une extension de 21 % entre 1985 et 2021) et une diversité des peuplements qui s'accroît (53 % des peuplements sont composés de 2 essences ou plus).
Le déplacement des aires de distribution des essences d’arbres est considéré comme inéluctable, sous réserve qu’elles aient le temps de migrer avant de dépérir. Dans l’hémisphère Nord, pour chaque degré de plus, elles remontent de 100 kilomètres vers le nord. En Europe, on a aussi observé une progression en altitude de 29 mètres par décennie. D'une façon générale, les espèces arborées en France vont connaître une remontée vers le nord. Ce modèle repose sur plusieurs scénarios du rapport du Groupe d'experts intergouvernemental sur l'évolution du climat (GIEC) de 2007 :
- un scénario optimiste B2 prévoit une augmentation des températures de 2 °C d'ici 2100 ;
- un scénario pessimiste A2 prévoit une augmentation des températures de 3,5 °C d'ici 2100.

On voit dans les deux cas une diminution de l’aire de répartition des trois types de climat non méditerranéens (montagnard, continental et atlantique) et une augmentation de celle des espèces méditerranéennes. Plus particulièrement : L'épicéa risquerait de disparaître du Massif central et des Pyrénées. En revanche, le chêne sessile, très répandu en France, ferait preuve d'une certaine résilience, alors que le pin maritime, actuellement implanté dans la moitié sud, s'étendrait aussi dans la moitié nord de la France et l'olivier s'étendrait dans le Sud-Ouest, marquant une étendue du climat méditerranéen.
Les forestiers testent de nouvelles essences lors des reboisements pour remédier à l’élimination progressive des espèces endémiques. Le chêne zéen, qui adulte atteint environ 35 mètres de haut pour un diamètre de 2 mètres, est par exemple jugé « potentiellement intéressant là où le chêne sessile, l’espèce la plus répandue dans les forêts françaises, souffre des fortes chaleurs », dit le site ClimEssences, la référence professionnelle pour connaître les caractéristiques des essences d’arbres face au changement climatique.
Dans son rapport 2023, le Haut Conseil pour le climat constate une forte diminution de l'absorption de CO2 par les puits de carbone français : -21 % en 2021 ; en dix ans, cette absorption a presque été divisé par trois, de 45 millions de tonnes équivalent CO2 en 2012 à 17,1 millions de tonnes en 2021. Cet effondrement est essentiellement lié à l'état des forêts :  la capacité biologique des arbres à absorber le carbone diminue avec le manque d'eau et la chaleur, et la mortalité des forêts augmente, avec les insectes ravageurs comme les scolytes ou les incendies ; enfin, la récolte de bois a elle aussi augmenté. La forêt et la filière du bois ont fait l'objet de plusieurs feuilles de route, et même d'Assises, qui ont fixé de grands objectifs, comme la plantation d'un milliard d'arbres et le renouvellement de 10 % de la forêt en dix ans. Mais le HCC juge que le secteur n'a pas réellement fait l'objet de politiques industrielles d'accompagnement. Le HCC estime nécessaire « une action volontariste sur le stockage de carbone dans les sols agricoles en plus d'un plan forestier ambitieux ».

### Impacts sur la santé
Air pur, eau potable et nourriture en quantités suffisantes, sécurité des logements : le réchauffement climatique influe directement ou indirectement sur nombre d’éléments déterminants pour la santé. De plus, les scientifiques attendent dans les prochaines décennies une recrudescence des allergies, des maladies infectieuses ou parasitaires... mais ignorent les formes précises d’adaptation et de mutations des nouveaux pathogènes qui s’épanouiront alors.
Le changement climatique modifie en particulier la répartition écologique des vecteurs et des réservoirs de maladies. C'est en particulier le cas d'Aedes albopictus, le moustique tigre vecteur du chikungunya et de la dengue, apparu en France en 2004 et implanté en 2020 dans près de 20 départements du sud du pays. Idem avec l’aire de distribution grandissante en France des phlébotomes, vecteurs de la leishmaniose (maladie parasitaire provoquant des affections cutanées ou viscérales).

### Tourisme
Les chutes de neige seraient moins abondantes, entraînant un moindre approvisionnement en eau des fleuves, mais également des difficultés économiques pour les villages de montagne. Ainsi, les stations de ski situées à moins de 1 500 m d'altitude seraient amenées à fermer leurs pistes et à se reconvertir.

## Prospective

### Scénarios du futur à l’échelle mondiale
Pour établir des projections de réchauffement futur, le GIEC a établi cinq scénarios déterminés par un niveau d'émissions de gaz à effet de serre et par une trajectoire socio-économique (évolution de la démographie, croissance économique, choix politiques, niveau de technologie). Il existe cinq de ces trajectoires, appelées trajectoires socio-économiques partagées (en anglais, shared socioeconomic pathways, SSP), qui dessinent respectivement : un monde qui prend le chemin d'un développement durable (SSP1) ; qui poursuit les tendances historiques de développement (SSP2) ; qui est marqué par de fortes rivalités régionales (SSP3) ; qui est le théâtre d'inégalités croissantes (SSP4) ; et qui mise entièrement sur l'exploitation des énergies fossiles (SSP5). Selon la trajectoire retenue, les capacités de l'humanité à assurer l'atténuation du changement climatique et l'adaptation à celui-ci varient fortement,,.
Pour chacun de ces scénarios, des projections globales et régionales ont été établies. Le graphique suivant en synthétise les résultats,,.

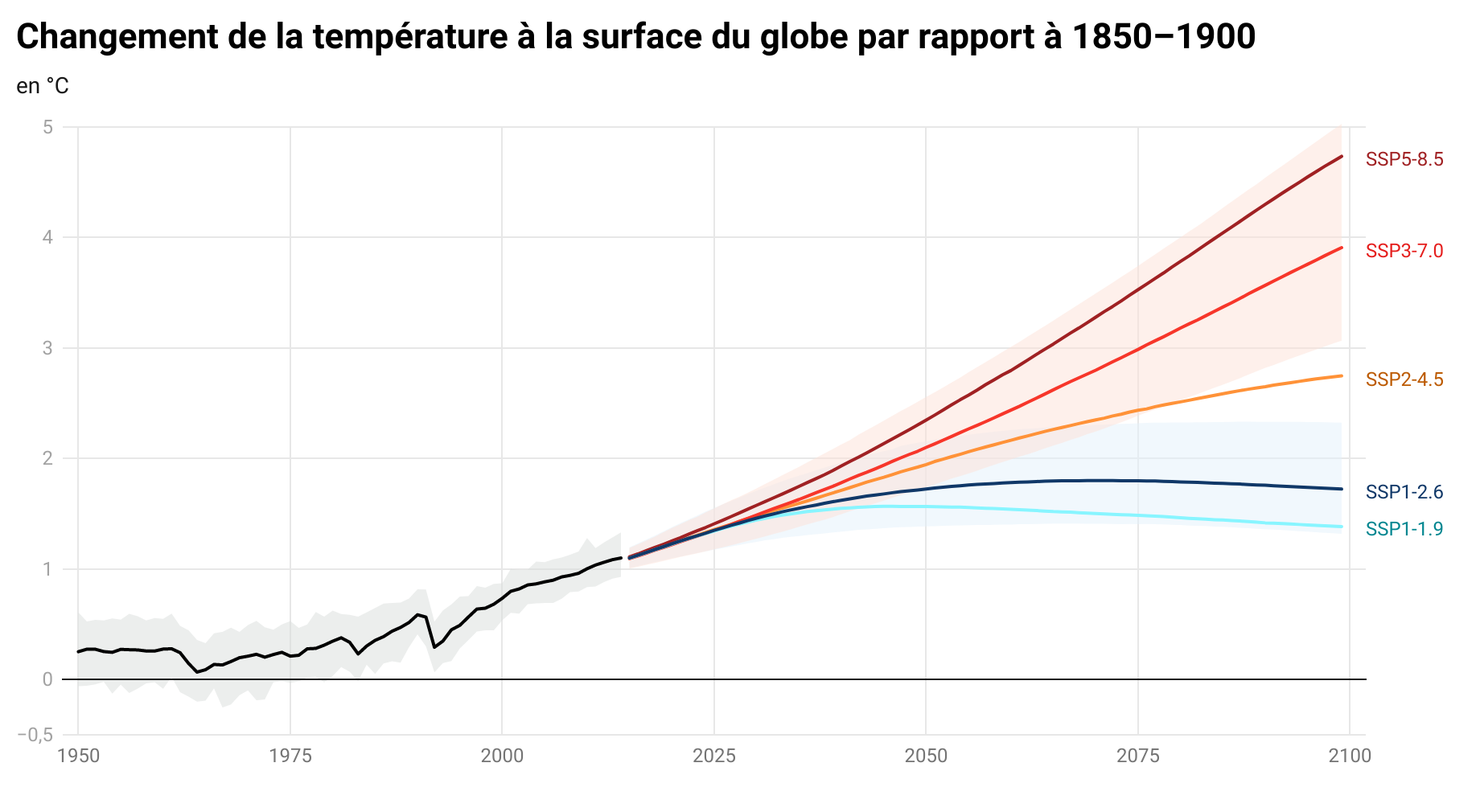
Le réchauffement historique (en noir, jusqu'en 2014) et les projections de réchauffement (à partir de 2015) pour les différents scénarios retenus par le GIEC. Les fourchettes très probables sont indiquées pour le réchauffement historique (gris) ainsi que les scénarios SSP1-2,6 (bleu clair) et SSP3-7.0 (rose).

### Scénarios à l’échelle nationale

Température moyenne annuelle en France métropolitaine - écart à la référence 1976-2005 (document de 2015).

Pour estimer l'évolution de cette température moyenne et de ses impacts, a été créé en 2012 par les services de modélisation de Météofrance, DRIAS, un portail qui a pour vocation de mettre à disposition des projections climatiques régionalisées réalisées dans les laboratoires français de modélisation du climat (IPSL, CERFACS, CNRM-GAME). Pour la modélisation sur la période 2006-2300, quatre scénarios de référence de l’évolution du forçage radiatif, dits scénarios RCP, ont été réalisés. Leur sélection a été effectuée par les scientifiques sur la base de 300 scénarios publiés dans la littérature. Le RCP 8.5, le plus pessimiste, n’est dépassé que par environ 10% des hypothèses envisagées, tandis que le plus favorable, le scénario RCP 2.6, ne dépasse que près de 10% d’entre elles. Un graphe de synthèse publié en 2015 par Météofrance est présenté ci-contre.
Les projections climatiques produites par Météo France en 2021 prévoient une hausse des températures de 2,2 degrés en France en 2100 sur la base du scénario intermédiaire RCP 4-5 du sixième rapport d'évaluation du GIEC. Cependant, selon une étude publiée en octobre 2022 par plusieurs institutions scientifiques, dont le Centre national de la recherche scientifique (CNRS) et Météo France, publiées dans la revue Earth System Dynamics, l’élévation de température en France pourrait atteindre 3,8 degrés en 2100 sur la base de ce scénario, à savoir jusqu’à 50 % plus intense au cours du siècle que ce que montraient les précédentes estimations. Le réchauffement sera, dans tous les cas, plus fort l’été que l’hiver. Les étés pourraient ainsi être en moyenne 5,1 °C plus chauds qu’au début du XXe siècle, dans le scénario intermédiaire, mais jusqu'à +7,5 °C dans le cas du scénario RCP 7-0 et +8,9 °C dans le cas du scénario catastrophique RCP 8-5.

### Scénarios à l’échelle régionale
En 2012, des scénarios régionalisés ont été publiés par l'Observatoire national sur les effets du réchauffement climatique (ONERC), sous la direction de Jean Jouzel, avec des indices de références pour la métropole, et des éléments prospectifs concernant la montée du niveau de la mer. C'est un outil d'aide à la décision, complémentaire du Schéma régional climat air énergie (SRCAE).
Le 6 septembre 2014 a été publié le volume 4 du rapport Le climat de la France au XXIe siècle, présentant les résultats pour la France des nouveaux scénarios du GIEC ; ses principales conclusions sont :
- à l'horizon 2021-2050 : hausse des températures moyennes de 0,6 à 1,3 °C, selon les scénarios, par rapport à la période de référence 1976-2005 ; cette hausse serait plus importante dans le Sud-Est en été (+1,5 à 2 °C) ;
- à l'horizon 2071-2100 :
  - une forte hausse des températures moyennes : de 0,9 à 3,4 °C - 3,6 °C en hiver et de 1,3 à 2,6 °C - 5,3 °C en été, selon les scénarios (les valeurs les plus élevées étant celles des scénarios prolongeant les tendances passées, les plus basses celles des scénarios supposant des actions très volontaristes) ; dans le Sud-Est, la hausse pourrait largement dépasser 5 °C en été,
  - une forte augmentation du nombre de jours de vagues de chaleur en été, pouvant dépasser vingt jours dans le Sud-Est,
  - une augmentation des épisodes de sécheresse, surtout dans le Sud,
  - une diminution des extrêmes froids : 6 à 10 jours de moins dans le Nord-Est, moins ailleurs et peu marquée dans le Sud,
  - une hausse des précipitations hivernales, période de remplissage des nappes phréatiques,
  - un renforcement du taux de précipitations extrêmes.

Le rapport complet est téléchargeable.
En 2015, la région Aquitaine a également fait faire une étude très détaillée sur l'évolution du climat aquitain à l'horizon 2050, sous la direction du climatologue Hervé Le Treut, auteur du GIEC et de l'Académie des sciences. C'est la première étude d'une telle ampleur à l'échelle d'une région : elle a requis 170 scientifiques de domaines variés pendant deux ans.